# ARENA TOUR 2023 "NOAH no HAKOBUNE"
『ARENA TOUR 2023 "NOAH no HAKOBUNE"』（アリーナ・ツアー ニセンニジュウサン "ノアノハコブネ"）は、日本のロックバンド・Mrs. GREEN APPLEが2023年7月から8月にかけて開催したアリーナツアー、および2024年1月12日にユニバーサルミュージック内のレーベル・EMI Recordsより発売された5作目の映像作品。

## 概要
2022年12月27日、Zepp DiverCityにて開催されたZeppツアー「Mrs. GREEN APPLE Zepp Tour 2022 ゼンジン未到とリライアンス 〜復誦編〜」ファイナル公演にて、バンド結成10周年を記念した企画「Mrs. GREEN APPLE 10th Anniversary Celebration」の一環として、2023年7月から8月にかけてアリーナツアーを開催することが発表された。また、2023年に4年ぶりのアルバムをリリースすること、7年ぶりに対バンライブを開催することも発表された。
本ツアーは、2019年12月から2020年2月にかけて開催されたバンド初のアリーナツアー「ARENA TOUR / エデンの園」以来約3年半ぶり、活動再開後初となるアリーナツアーであり、3都市全6公演で、計8万人を動員した。
また、ネタバレ禁止とされた本ツアーは、セットリスト、およびライブの具体的な内容を明言することが禁止された。8月4日、Aichi Sky Expoでのファイナル公演の終演をもって、ネタバレが解禁され、オフィシャルライブレポートも公開された。
3月31日、ツアータイトルが公開され、同日、特設サイトも公開された。5月30日には、ツアービジュアルが公開された。
8月18日「ケセラセラ」の公演映像が公式YouTubeチャンネルに公開され、8月24日には「Blizzard」の公演映像が公式YouTubeチャンネルに公開された。8月31日には「norn」の公演映像が公式YouTubeチャンネルに公開され、9月21日には「Loneliness」の公演映像が公式YouTubeチャンネルに公開された。
9月24日には、本公演の模様がWOWOWプラスにて、ノーカットで放送された。12月22日には「ダンスホール」の公演映像が公式YouTubeチャンネルに公開され、2024年1月11日には「Viking」の公演映像が公式YouTubeチャンネルに公開された。

## 日程
| 公演日 | 公演日  | 公演日 | 都市             | 会場                     |
| 年     | 月日    | 曜日   | 都市             | 会場                     |
| ------ | ------- | ------ | ---------------- | ------------------------ |
| 2023年 | 7月8日  | 土曜   | 埼玉県さいたま市 | さいたまスーパーアリーナ |
| 2023年 | 7月9日  | 日曜   | 埼玉県さいたま市 | さいたまスーパーアリーナ |
| 2023年 | 7月15日 | 土曜   | 大阪府大阪市     | 大阪城ホール             |
| 2023年 | 7月16日 | 日曜   | 大阪府大阪市     | 大阪城ホール             |
| 2023年 | 8月3日  | 木曜   | 愛知県常滑市     | Aichi Sky Expo           |
| 2023年 | 8月4日  | 金曜   | 愛知県常滑市     | Aichi Sky Expo           |

## リリース
2023年11月6日、7月9日のさいたまスーパーアリーナ公演を完全収録した映像作品が、2024年1月12日にリリースされることが発表された。また同日、同年8月にベルーナドームにて開催されたドームライブ「DOME LIVE 2023 "Atlantis"」の模様を収録した映像作品、そしてその2作品を同梱したボックスセットの発売も発表され、本作のティーザー映像が公式YouTubeチャンネルに公開された。
本作は、通常盤と「完全生産限定 SPECIAL COMPLETE BOX」の全2形態でリリースされる。「完全生産限定 SPECIAL COMPLETE BOX」は、LPサイズの大型ボックス仕様で、各公演のステージセットを再現したアクリルジオラマキットやレプリカスタッフパス、40ページにわたるライブフォトブックが同梱される。また、両形態共通で、公演映像に加え、ドキュメンタリー映像「Documentary -- Episode 4 "NOAH no HAKOBUNE"」が収録される。
| 商品形態                          | 規格           | 規格品番     | 備考 |
| --------------------------------- | -------------- | ------------ | --- |
| 通常盤                            | Blu-ray        | UPXH-20132   | - |
| 通常盤                            | 2DVD           | UPBH-20315/6 | - |
| 完全生産限定 SPECIAL COMPLETE BOX | 2Blu-ray+GOODS | UPXH-29063   | GOODS - アクリルジオラマキット（NOAH ver. / Atlantis ver.） - レプリカスタッフパス（NOAH ver. / Atlantis ver.） - A3クリアポスター＋ステッカーシート2種セット（FC会員限定、UNIVERSAL MUSIC STORE） |
| 完全生産限定 SPECIAL COMPLETE BOX | 4DVD+GOODS     | UPBH-29099   | GOODS - アクリルジオラマキット（NOAH ver. / Atlantis ver.） - レプリカスタッフパス（NOAH ver. / Atlantis ver.） - A3クリアポスター＋ステッカーシート2種セット（FC会員限定、UNIVERSAL MUSIC STORE） |

また、本作は、チェーン別の購入特典も用意される。
| 対象店舗                 | 特典内容                            |
| ------------------------ | ----------------------------------- |
| タワーレコード           | クリアファイル（NOAH ver.）         |
| HMV                      | ミニエコバッグ（NOAH ver.）         |
| TSUTAYA                  | B2ポスター（NOAH ver.）             |
| Amazon                   | スマホリング（NOAH ver.）           |
| 楽天ブックス             | スマホショルダー（NOAH ver.）       |
| セブンネットショッピング | 巾着（NOAH ver.）                   |
| UNIVERSAL MUSIC STORE    | ステッカーシート（NOAH ver.）       |
| 一般店特典               | スマホサイズステッカー（NOAH ver.） |

## 収録内容
本編
1. Opening
2. Viking
3. アウフヘーベン
4. CHEERS
5. 私は最強
6. VIP
7. Blizzard
8. Hug
9. 私
10. StaRt
11. ニュー・マイ・ノーマル
12. Loneliness
13. インフェルノ
14. Love me, Love you
15. scenario by Siip
16. HeLLo
17. ダンスホール
18. Folktale
19. norn
20. 鯨の唄
21. 青と夏
22. Magic
23. Soranji
24. ケセラセラ
25. Feeling（アンコール）

特典映像
1. Documentary -- Episode 4 "NOAH no HAKOBUNE"

## メンバー
Mrs. GREEN APPLE
- 大森元貴 - ボーカル・ギター
- 若井滉斗 - ギター・コーラス
- 藤澤涼架 - キーボード・コーラス

サポートメンバー
- 森夏彦 - ベース・キーボード
- 神田リョウ - ドラム